# Kostel Nanebevzetí Panny Marie (Rancířov)
Římskokatolický farní kostel Nanebevzetí Panny Marie v Rancířově je architektonickou a kulturní památkou České republiky. Pozdně barokní stavba farního kostela se nachází asi 10 km jihozápadně od Jemnice na Rancířovském potoce v těsné blízkosti hranice s Rakouskem v okrese Jindřichův Hradec. 

## Historie

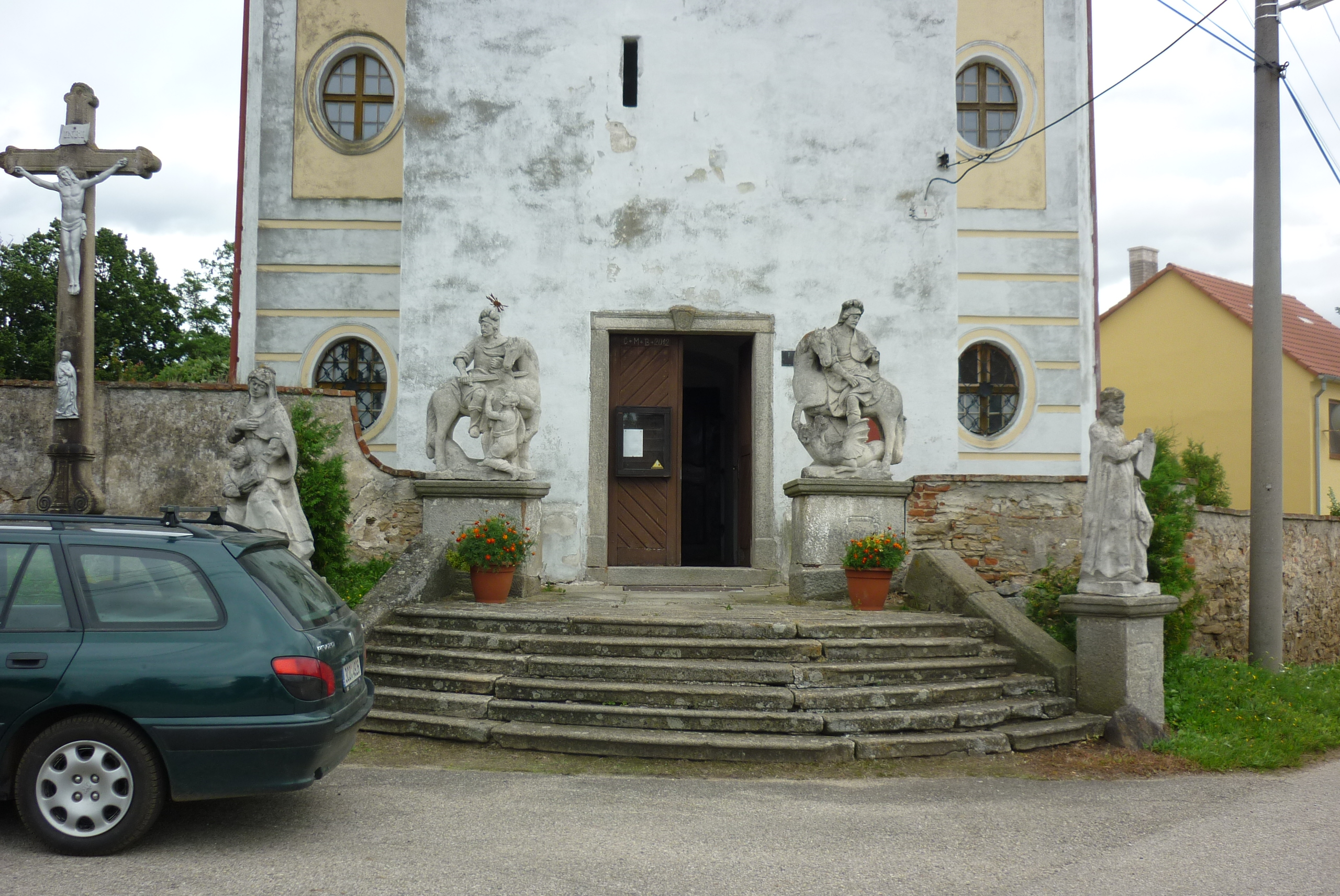

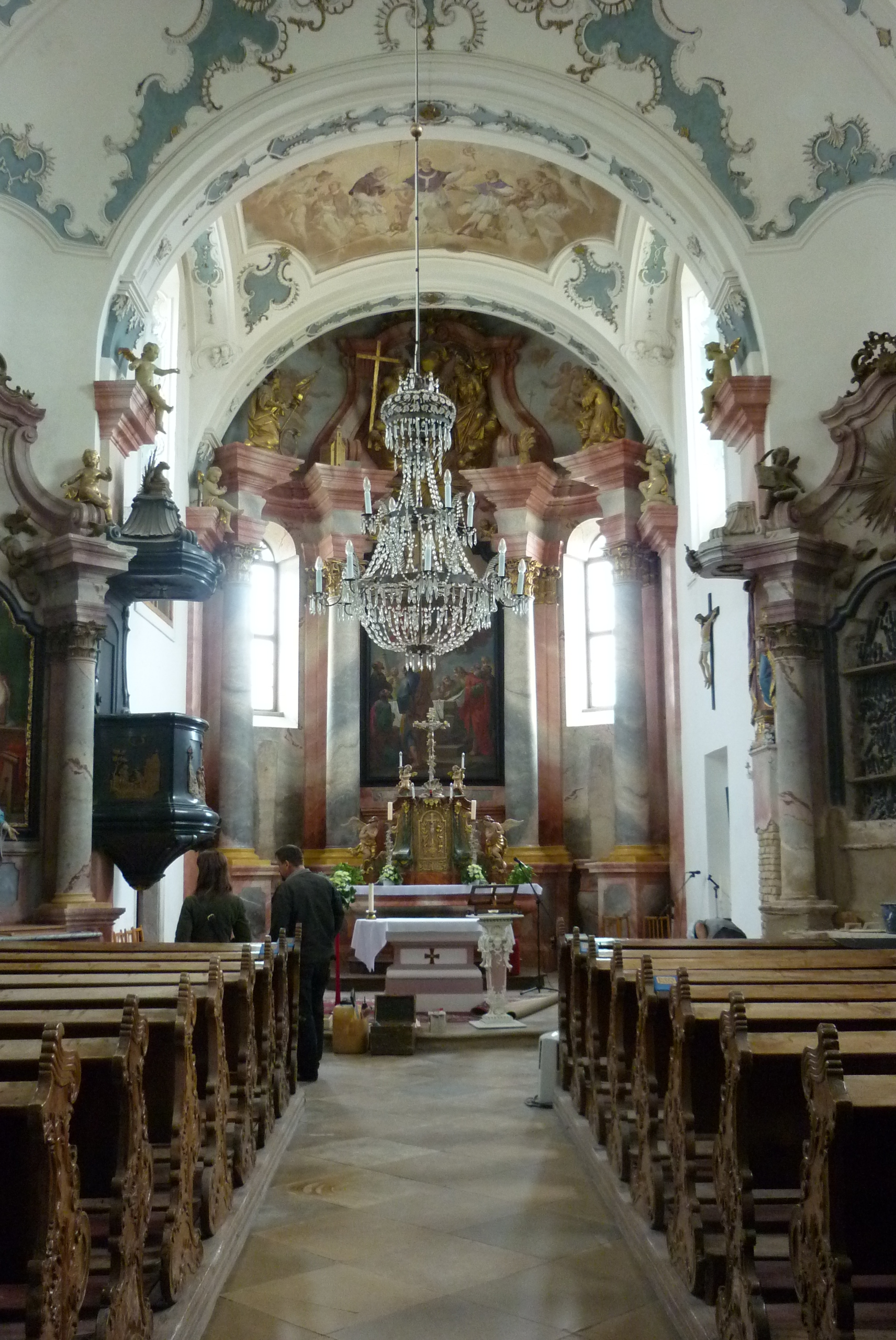

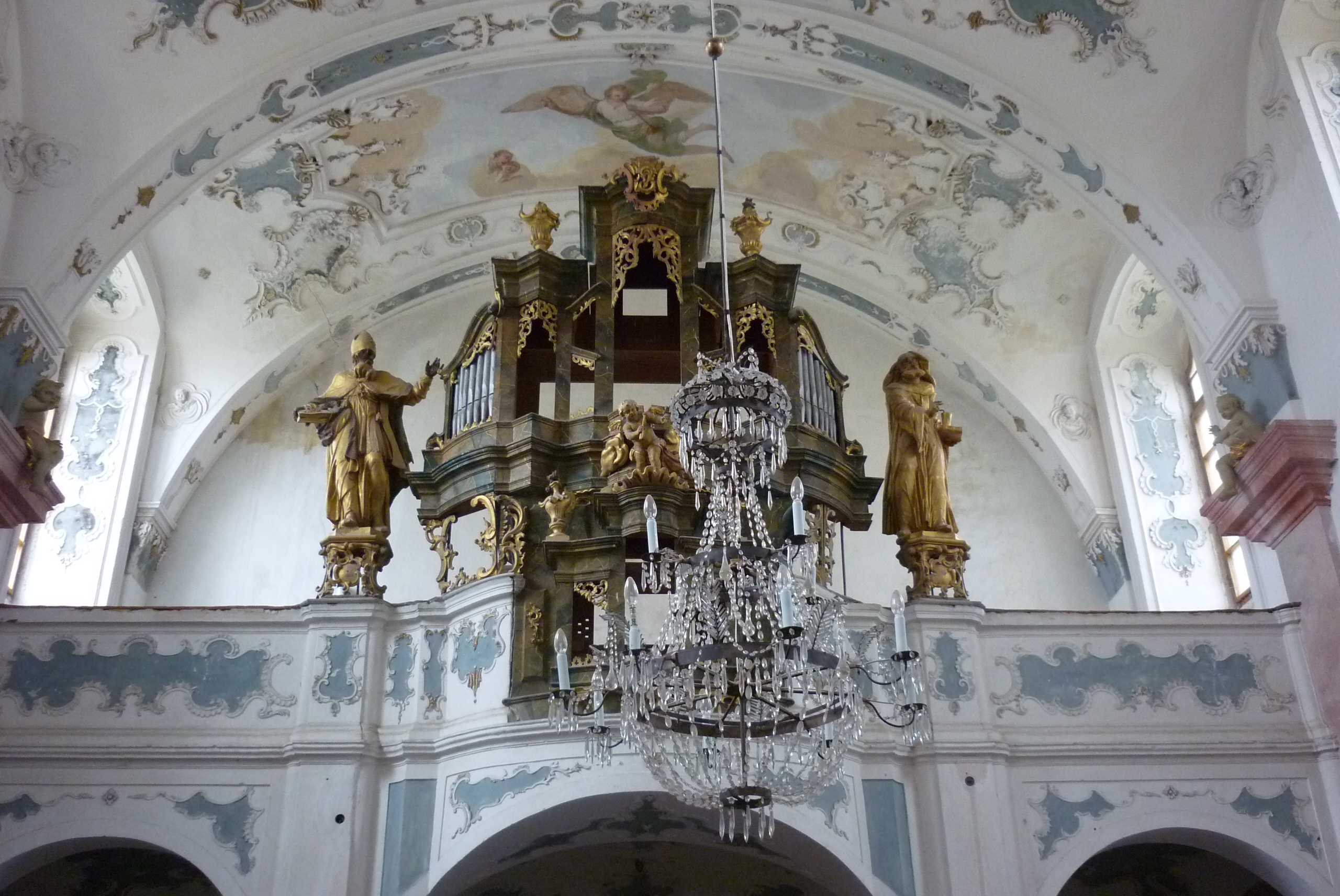

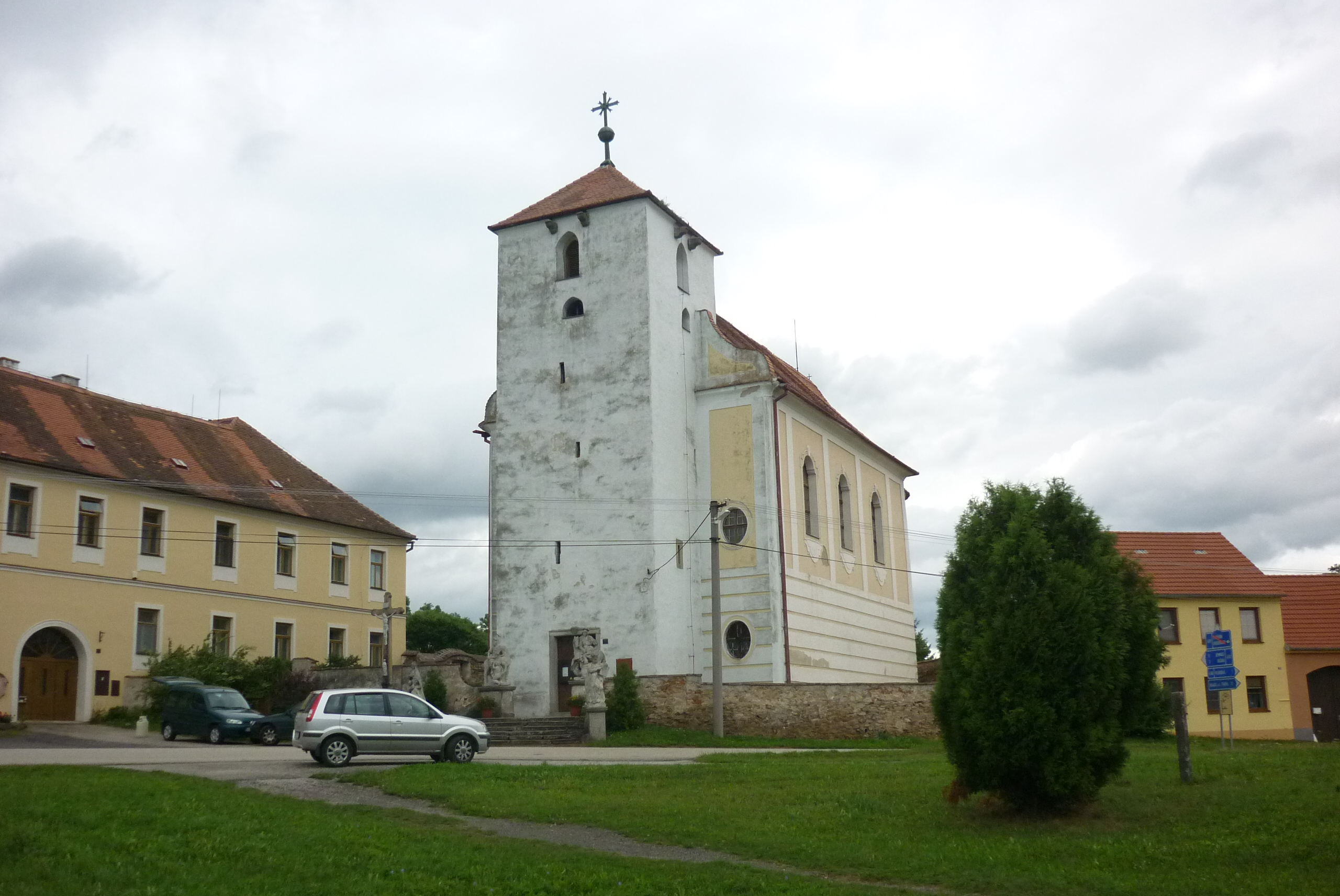

Smil z Bílkova věnoval s bratry Markvardem (advocatus kostela), Ratiborem a Jerušem, z mocného rodu Ranožírů, v roce 1257 kostel v Ranzern se vším, co k němu patří, premonstrátskému klášteru v Gerasu a k tomu přidal pole s jednodenní robotou. To potvrdil v roce 1303 olomoucký biskup Bruno a po něm i jeho nástupce Jan i s pravomocí obsazování farnosti svými duchovními. Původně gotická opevněná kaple sv. Kateřiny s dřevěným ochozem z roku 1209 byla po velkém požáru v 18. století přebudována ve stylu již nastupujícího rokoka z farních prostředků na popud geraského řeholníka a místního faráře Augusta Kienmayera. Zachránila se jen sakristie a část věže se střílnami, kterou se rozhodli místní farníci již do původní výše nestavět. V 16. století přibyla ke gotickému kostelu kaple Svaté rodiny, snad z velké části z donace místního církevního spolku nesoucí jméno Svatá rodina. Ta byla přenesena do bývalé kaple sakristie.  

### Donace
Kostel byl dostatečně vybaven stříbrem. Větší část o 9 Pf. a 63 Lit. byla farnost donucena vyměnit za obligace v ceně 150 guldenů M. M. Dále dostala les velikosti 6 Jochů a 1 305 m², 63 Mez. ? pole, ⅞ pastvin a luk, 5 ⅝ ze sena z naloženého dvojspřežím taženého vozu a desátek s roční rentou 1101 guldenů 55 fr. C. M. byl vyrovnán a odškodněn. 

### Fara
Zděná fara je jednopatrová do půdorysu L budova s bohatě zdobenou průjezdní barokní bránou. Na levé straně od vchodu najdeme mramorovou kartuš v dolní části s hlavou anděla a latinským nápisem s chronogramem 1689. Fara prošla v 19. a 20. století četnými stavebními úpravami. Od roku 2014 ji využívá křesťanská mládež. Při místní faře byla již v roce 1662 uváděna škola obsazovaná řeholníky z Gerasu. Nová škola z roku 1787 vyhořela (18. července 1791) a v roce 1867 byla znovu obnovena. Fara se sedmi obytnými místnostmi postavená na náklady patrona klášterem v Gerasu a za přispění farního obnosu byla krytá spolu s hospodářským dvorem šindelem. Bohužel po odsunu německého obyvatelstva a vybudování železné opony obec ztratila na své prestiži, zaznamenávala neustále úbytek obyvatelstva a tak i škola v roce 1979 byla jako mnohé v okolí zrušena. Prvním dosazeným premonstrátským řeholníkem byl od roku 1303 do roku 1312 bratr Heimold.  

### Varhany
Varhany vyrobil varhanář Ignác Florián Casparides ze Znojma pravděpodobně někdy kolem roku 1765. Jedná se o mohutný barokní nástroj včleněný do valeného zábradlí kůru. Na zlacených pilastrech je umístěno deset barokních andělíčků. Varhany potřebují opravit a nepoužívají se. 

### Zvony
Věž kostela byla vybavena třemi zvony ulitými v roce 1524 o 7, 3 a 2,5 st., poslední nesl nečitelný nápis. V průběhu válečných retribucí byly zvony odebírány a nahrazovány (1602, 1923, 1923), poslední za 1. světové války. Za 2. světové války byli již mniši z Gerasu chytřejší a zvon jednoduše sundali a schovali. Poslední gotickou krásu z roku 1524 a o váze 527 kg se jménem patronky Panny Marie už si vzít nedali. Po válce jej šťastně zavěšovali znovu do věže rancířovského kostela. Vedle Panny Marie visí umíráček jménem sv. August z roku 1923.  

## Popis kostela
Vchod kostela zdobí od roku 1765 po obou stranách sochy sv. Martina, sv. Jiřího na koni, sv. Anny a sv. Jáchyma zhotovené z eggenburského vápence. Po levé straně kříž z roku 1831 doplňuje celou scenérii spolu se schodištěm vedoucím k hlavnímu vchodu, který je umístěn ve hmotě předsazené hranolové věže kostela. Původní dřevěný ochoz se na věži po požáru nezachoval, obyvatelé Rancířova věž jednoduše zarovnali a zastřešili pálenou krytinou, tak jako celý zbytek nového kostela. Obrannou funkci připomínají zachovalé krákorce a původní střílny. Do zvonového prostoru se vchází z kůru gotickým portálem.  
Monumentální mramorový sloupový oltář se sousoším Nejsvětější Trojice a dvěma sochami sv. Linharta a sv. Kateřiny umístěný v půlkruhovém kněžišti zdobí oltářní obraz Nanebevzetí Panny Marie od Bartolomea Altomonte. Další plátna Altomonteho visí i na bočních oltářích se sv. Josefem a sv. Šebestiánem. Neznámý autor křížové cesty po stranách chrámové lodě měl pocházet snad z Jemnice. Podlaha z italského mramoru a masivní dubové řezbou zdobené lavice podtrhují barokní sedátka zařazená v seznamu movitých památek. V presbytáři je umístěn gotický 89 m vysoký kříž. Celá chrámová loď i s presbytářem je zaklenutá. Klenby jsou zdobeny figurálními freskami od J. N. Steinera.  